# ماري ميلس
ماري ميلس (بالإنجليزية: Mary Mills)‏ هي لاعبة غولف أمريكية، ولدت في 19 يناير 1940 في لاوريل في الولايات المتحدة.

## وصلات خارجية
- ماري ميلس على موقع رابطة لاعبات الغولف المحترفات (الإنجليزية)